# Leuringhpolder
De Leuringhpolder is een voormalig waterschap in de provincie Groningen.
De polder lag pal ten westen van Enumatil, tussen de Dorpsstaat en de Matsloot. Geertsema meldt in zijn standaardwerk De zeeweringen (...) dat ten tijde van zijn beschrijving (1910) het waterschap geen molen meer had, zodat kan worden gesteld dat het toen de facto geen waterschap meer was.
Waterstaatkundig gezien ligt het gebied sinds 1995 binnen dat van het waterschap Noorderzijlvest.